# Aïn Mallahah

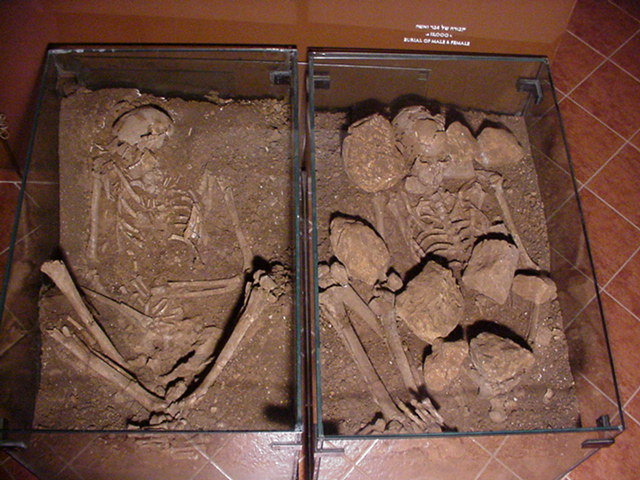
Två skelett hittade vid Aïn Mallahah.

Aïn Mallahah (arabiska) eller Eynan (hebreiska) är en arkeologisk utgrävning av en boplats från natufiska kulturen i Huladalen invid Jordanfloden på Karmelmassivet 20 km norr om Gennesaretsjön i norra Israel. Det är en av de viktigaste utgrävningsplatserna för kännedom om den natufiska kulturen från mesolitikum (mellanstenåldern). De äldsta fynden är från ca 10 000 fvt och vittnar om en långvarig fast boplats i tre kulturlager före jordbrukets uppkomst. Platsen hittades 1954 och utgrävningarna leddes av arkeologer från franska Centre national de la recherche scientifique (CNRS).
Man har hittat resterna av ett femtiotal runda hus. Dessa var stenomgärdade, hade nedsänkta golv och en eldstad i mitten. Runt husen begravde de sina döda. På boplatsen fanns gemensamma förrådsgropar. Man samlade vilda sädesslag, terebint och mandel. Vid samlandet använde man skäror av flinta och man har bearbetat säden med gnidstenar. Förrådskärl av kalksten och basalt var dekorerade. Pilspetsar tillverkades också av flinta, harpuner och fiskekrokar av ben. Den animaliska födan har bestått av gasell, dovhjort, kronhjort, rådjur, vildsvin, hare, sköldpaddor, kräldjur, groddjur och fisk.
I det äldsta lagret har man hittat en grav med en kvinna som håller armen om en hundvalp. Detta är det hittills äldsta funna beviset på känslomässiga band mellan människa och hund.